# Liga a III-a 2010-2011
Sezonul 2010-2011 a fost al cincilea sezon al celui de-al treilea eșalon al fotbalului românesc de la schimbarea denumirii competiției în Liga a III-a. Problemele grave financiare ale multor echipe au dus la dese schimbări în componența celor șase serii, și la amânarea startului campionatului cu o săptămână (de la 20 august, la 27 august 2010).
În Liga a II-a vor promova doar cele șase câștigătoare ale seriilor.
Vor retrograda în Liga a IV-a echipele clasate pe locurile 16, 15 și 14 și cele mai slabe 3 echipe clasate pe locul 13.Pentru stabilirea echipelor de pe locul 13 care retrogradează, se alcătuiește, pentru fiecare serie, un clasament special numai pe baza rezultatelor înregistrate de echipele de pe locul 13 cu echipele de pe locurile 1 – 12. 
În total vor retrograda 21 de echipe, și vor promova în locul lor cele 21 de echipe învingătoare în jocurile de baraj ce se vor desfășura între formațiile câștigătoare ale campionatelor Ligii a IV-a.

## Clasamente
Actualizat la 25 iulie 2011.

Criterii de departajare echipelor în clasament:
1. numărul de puncte;
2. rezultatul întâlnirilor directe;
3. golaverajul din întâlnirile directe;
4. golurile marcate în întâlnirile directe;
5. golurile marcate în deplasare în întâlnirile directe;
6. golaverajul;
7. numărul de goluri marcate în campionat;

### Seria I
| Poz | Echipa                        | MJ | V  | E | Î  | GM | GP | G   | Pct | Promovare sau retrogradare                        | Rezultat direct |
| --- | ----------------------------- | -- | -- | - | -- | -- | -- | --- | --- | ------------------------------------------------- | --------------- |
| 1   | FCM Bacău                     | 26 | 23 | 3 | 0  | 78 | 12 | +66 | 72  | Liga a II-a 2011-12                               |                 |
| 2   | ASC Bacău                     | 26 | 19 | 5 | 2  | 57 | 11 | +46 | 62  |                                                   |                 |
| 3   | Petrotub Roman                | 26 | 15 | 4 | 7  | 43 | 18 | +25 | 49  |                                                   |                 |
| 4   | Pașcani                       | 26 | 11 | 5 | 10 | 40 | 41 | −1  | 38  |                                                   |                 |
| 5   | Oțelul II                     | 26 | 10 | 6 | 10 | 37 | 31 | +6  | 36  | OTE: 10 pts, 7–4 PAN: 4 pts, 6–6 POLI: 3 pts, 3–6 |                 |
| 6   | CS Panciu                     | 26 | 11 | 3 | 12 | 41 | 33 | +8  | 36  | OTE: 10 pts, 7–4 PAN: 4 pts, 6–6 POLI: 3 pts, 3–6 |                 |
| 7   | Politehnica Galați            | 26 | 11 | 3 | 12 | 28 | 32 | −4  | 36  | OTE: 10 pts, 7–4 PAN: 4 pts, 6–6 POLI: 3 pts, 3–6 |                 |
| 8   | Ceahlăul II                   | 26 | 10 | 3 | 13 | 27 | 36 | −9  | 33  |                                                   |                 |
| 9   | Onești                        | 26 | 9  | 5 | 12 | 29 | 37 | −8  | 32  |                                                   |                 |
| 10  | Aerostar                      | 26 | 9  | 4 | 13 | 34 | 45 | −11 | 31  |                                                   |                 |
| 11  | Cetatea Târgu Neamț           | 26 | 9  | 3 | 14 | 26 | 64 | −38 | 30  |                                                   |                 |
| 12  | Rapid CFR Suceava             | 26 | 9  | 2 | 15 | 31 | 38 | −7  | 29  |                                                   |                 |
| 13  | Focșani                       | 26 | 7  | 3 | 16 | 26 | 45 | −19 | 24  |                                                   |                 |
| 14  | Luceafărul Mihai Eminescu (R) | 26 | 3  | 3 | 20 | 19 | 73 | −54 | 12  | Retrogradare în Liga a IV-a 2011-12               |                 |
| 15  | Cetatea Suceava (R)           | 0  | 0  | 0 | 0  | 0  | 0  | 0   | 01  | Retrogradare în Liga a IV-a 2011-12               |                 |
| 16  | Willy Bacău (R)               | 0  | 0  | 0 | 0  | 0  | 0  | 0   | 01  | Retrogradare în Liga a IV-a 2011-12               |                 |

Sursa: frf.ro ro
Reguli de clasare: 
1) puncte; 2) diferența de goluri; 3) goluri marcate.
1Willy Bacău și Cetatea Suceava s-au retras înainte de începerea campionatului.
POZ = Poziția în clasament; (C) = Campioană; (R) = Retrogradată; (P) = Promovată; (E) = Eliminată; (O) = Câștigătoare de play-off; (A) = Avansează în runda următoare. 
Aplicabil doar când sezonul nu este terminat: 
(Q) = Calificare în faza competiției indicată; (TQ) = Calificare în competiție, dar încă nu în faza indicată; (RQ) = Calificată în competiția de retrogradare indicată; (DQ) = Descalificată din competiție.

### Seria II
| Poz | Echipa                     | MJ | V  | E  | Î  | GM | GP | G   | Pct | Promovare sau retrogradare                      | Rezultat direct |
| --- | -------------------------- | -- | -- | -- | -- | -- | -- | --- | --- | ----------------------------------------------- | --------------- |
| 1   | Callatis Mangalia          | 28 | 21 | 5  | 2  | 64 | 15 | +49 | 68  | Liga a II-a 2011-12                             |                 |
| 2   | Unirea Slobozia            | 28 | 21 | 4  | 3  | 75 | 29 | +46 | 67  |                                                 |                 |
| 3   | ACS Berceni                | 28 | 16 | 4  | 8  | 48 | 29 | +19 | 52  |                                                 |                 |
| 4   | Dunărea Călărași           | 28 | 15 | 5  | 8  | 50 | 34 | +16 | 50  |                                                 |                 |
| 5   | Rapid II București         | 28 | 13 | 5  | 10 | 45 | 27 | +18 | 44  |                                                 |                 |
| 6   | Voluntari                  | 28 | 11 | 10 | 7  | 33 | 26 | +7  | 43  |                                                 |                 |
| 7   | CS Tunari                  | 28 | 10 | 6  | 12 | 49 | 52 | −3  | 36  | TUN: 7 pts, 5–7 BUF: 6 pts, 9–5 ULM: 4 pts, 3–5 |                 |
| 8   | Buftea                     | 28 | 10 | 6  | 12 | 42 | 48 | −6  | 36  | TUN: 7 pts, 5–7 BUF: 6 pts, 9–5 ULM: 4 pts, 3–5 |                 |
| 9   | Phoenix Ulmu               | 28 | 10 | 6  | 12 | 33 | 39 | −6  | 36  | TUN: 7 pts, 5–7 BUF: 6 pts, 9–5 ULM: 4 pts, 3–5 |                 |
| 10  | Comprest GIM București     | 28 | 7  | 11 | 10 | 28 | 41 | −13 | 32  | EFO 3–0 COM COM 3–0 EFO                         |                 |
| 11  | CS Eforie                  | 28 | 10 | 2  | 16 | 30 | 49 | −19 | 32  | EFO 3–0 COM COM 3–0 EFO                         |                 |
| 12  | Râmnicu Sărat              | 28 | 10 | 6  | 12 | 29 | 36 | −7  | 302 |                                                 |                 |
| 13  | Partizanul Merei (R)       | 28 | 7  | 3  | 18 | 36 | 64 | −28 | 24  | Retrogradare în Liga a IV-a 2011-12             |                 |
| 14  | Spicul Mopan București (R) | 28 | 6  | 5  | 17 | 35 | 56 | −21 | 233 | Retrogradare în Liga a IV-a 2011-12             |                 |
| 15  | Stoicescu Buzău (R)        | 28 | 3  | 2  | 23 | 22 | 74 | −52 | 11  | Retrogradare în Liga a IV-a 2011-12             |                 |
| 16  | Medgidia⁠(d) (R)            | 0  | 0  | 0  | 0  | 0  | 0  | 0   | 01  | Retrogradare în Liga a IV-a 2011-12             |                 |

Sursa: frf.ro ro
Reguli de clasare: 
1) puncte; 2) diferența de goluri; 3) goluri marcate.
1CSM Medgidia s-a retras din campionat în timpul turului și toate rezultatele i-au fost anulate.2CSM Râmnicu Sărat a primit o penalizare de 6 puncte deoarece nu a atins baremul de 25 de puncte în sezonul 2009–10 din Liga a II-a.3Spicul Mopan București s-a retras din campionat în retur și a pierdut meciurile rămase cu 3-0.
POZ = Poziția în clasament; (C) = Campioană; (R) = Retrogradată; (P) = Promovată; (E) = Eliminată; (O) = Câștigătoare de play-off; (A) = Avansează în runda următoare. 
Aplicabil doar când sezonul nu este terminat: 
(Q) = Calificare în faza competiției indicată; (TQ) = Calificare în competiție, dar încă nu în faza indicată; (RQ) = Calificată în competiția de retrogradare indicată; (DQ) = Descalificată din competiție.

### Seria III
| Poz | Echipa               | MJ | V  | E  | Î  | GM | GP | G   | Pct | Promovare sau retrogradare | Rezultat direct         |
| --- | -------------------- | -- | -- | -- | -- | -- | -- | --- | --- | -------------------------- | ----------------------- |
| 1   | Chindia              | 30 | 22 | 7  | 1  | 63 | 11 | +52 | 73  | Liga a II-a 2011-12        |                         |
| 2   | Chimia Brazi         | 30 | 22 | 5  | 3  | 82 | 23 | +59 | 71  |                            |                         |
| 3   | Filipeștii de Pădure | 30 | 14 | 7  | 9  | 40 | 31 | +9  | 49  |                            |                         |
| 4   | FCM Târgoviște       | 30 | 14 | 6  | 10 | 37 | 27 | +10 | 48  |                            |                         |
| 5   | Electrosid Titu      | 30 | 12 | 10 | 8  | 40 | 31 | +9  | 46  |                            |                         |
| 6   | Viitorul Domnești    | 30 | 14 | 2  | 14 | 42 | 40 | +2  | 44  | BAL 0–1 DOM DOM 1–1 BAL    |                         |
| 7   | CS Balotești         | 30 | 12 | 8  | 10 | 38 | 33 | +5  | 44  | BAL 0–1 DOM DOM 1–1 BAL    |                         |
| 8   | Conpet Ploiești      | 30 | 12 | 7  | 11 | 37 | 37 | 0   | 43  |                            |                         |
| 9   | Vedița Colonești⁠(d)  | 30 | 11 | 8  | 11 | 35 | 43 | −8  | 41  |                            |                         |
| 10  | Girom Albota         | 30 | 12 | 4  | 14 | 39 | 42 | −3  | 40  |                            |                         |
| 11  | Inter Clinceni       | 30 | 11 | 6  | 13 | 37 | 42 | −5  | 39  |                            |                         |
| 12  | CSO Plopeni          | 30 | 8  | 7  | 15 | 32 | 45 | −13 | 31  | VID 2–1 PLO PLO 2–0 VID    |                         |
| 13  | Petrolul Videle      | 30 | 8  | 7  | 15 | 30 | 54 | −24 | 31  | VID 2–1 PLO PLO 2–0 VID    |                         |
| 14  | CSM Alexandria       | 30 | 6  | 6  | 18 | 26 | 43 | −17 | 24  | Salvate de la retrogradare | CHI 0–0 ALE ALE 1–0 CHI |
| 15  | Viitorul Chirnogi    | 30 | 5  | 9  | 16 | 24 | 53 | −29 | 24  | Salvate de la retrogradare | CHI 0–0 ALE ALE 1–0 CHI |
| 16  | Argeșul Mihăilești   | 30 | 4  | 7  | 19 | 15 | 62 | −47 | 19  | Salvate de la retrogradare |                         |

Sursa: frf.ro ro
Reguli de clasare: 
1) puncte; 2) diferența de goluri; 3) goluri marcate.
POZ = Poziția în clasament; (C) = Campioană; (R) = Retrogradată; (P) = Promovată; (E) = Eliminată; (O) = Câștigătoare de play-off; (A) = Avansează în runda următoare. 
Aplicabil doar când sezonul nu este terminat: 
(Q) = Calificare în faza competiției indicată; (TQ) = Calificare în competiție, dar încă nu în faza indicată; (RQ) = Calificată în competiția de retrogradare indicată; (DQ) = Descalificată din competiție.

### Seria IV
| Poz | Echipa                        | MJ | V  | E | Î  | GM | GP  | G   | Pct | Promovare sau retrogradare          | Rezultat direct |
| --- | ----------------------------- | -- | -- | - | -- | -- | --- | --- | --- | ----------------------------------- | --------------- |
| 1   | CSM Slatina                   | 26 | 17 | 5 | 4  | 39 | 15  | +24 | 56  | Liga a II-a 2011-12                 |                 |
| 2   | FC Piatra Olt                 | 26 | 15 | 6 | 5  | 48 | 20  | +28 | 51  |                                     |                 |
| 3   | SC Minerul Jilț Mătăsari      | 26 | 15 | 3 | 8  | 46 | 26  | +20 | 48  |                                     |                 |
| 4   | Jiul Rovinari                 | 26 | 14 | 5 | 7  | 37 | 18  | +19 | 47  |                                     |                 |
| 5   | CS Vișina Nouă                | 26 | 12 | 6 | 8  | 48 | 31  | +17 | 42  |                                     |                 |
| 6   | Pandurii II Târgu Jiu         | 26 | 11 | 8 | 7  | 44 | 31  | +13 | 41  |                                     |                 |
| 7   | Minerul Motru                 | 26 | 11 | 5 | 10 | 33 | 28  | +5  | 38  |                                     |                 |
| 8   | Prometeu Craiova              | 26 | 10 | 5 | 11 | 43 | 38  | +5  | 35  |                                     |                 |
| 9   | FC Caracal                    | 26 | 9  | 6 | 11 | 43 | 31  | +12 | 33  |                                     |                 |
| 10  | Oltchim Râmnicu Vâlcea        | 26 | 9  | 5 | 12 | 34 | 40  | −6  | 32  | OLT 1–0 DUN DUN 0–1 OLT             |                 |
| 11  | Dunărea Turris Turnu Măgurele | 26 | 9  | 5 | 12 | 29 | 34  | −5  | 32  | OLT 1–0 DUN DUN 0–1 OLT             |                 |
| 12  | FC Drobeta-Turnu Severin (R)  | 26 | 8  | 5 | 13 | 32 | 54  | −22 | 232 | Retrogradare în Liga a IV-a 2011-12 |                 |
| 13  | Ghecon Lăpușata               | 26 | 5  | 5 | 16 | 29 | 50  | −21 | 20  |                                     |                 |
| 14  | Triumf Bârca (R)              | 26 | 2  | 1 | 23 | 22 | 111 | −89 | 7   | Retrogradare în Liga a IV-a 2011-12 |                 |
| 15  | Progresul Corabia (R)         | 0  | 0  | 0 | 0  | 0  | 0   | 0   | 01  | Retrogradare în Liga a IV-a 2011-12 |                 |

Sursa: frf.ro ro
Reguli de clasare: 
1) puncte; 2) diferența de goluri; 3) goluri marcate.
1Progresul Corabia s-a retras din campionat în timpul turului și toate rezultatele i-au fost anulate.2FC Drobeta-Turnu Severin a primit o penalizare de 6 puncte deoarece nu a atins baremul de 25 de puncte în sezonul 2009–10 din Liga a II-a.
POZ = Poziția în clasament; (C) = Campioană; (R) = Retrogradată; (P) = Promovată; (E) = Eliminată; (O) = Câștigătoare de play-off; (A) = Avansează în runda următoare. 
Aplicabil doar când sezonul nu este terminat: 
(Q) = Calificare în faza competiției indicată; (TQ) = Calificare în competiție, dar încă nu în faza indicată; (RQ) = Calificată în competiția de retrogradare indicată; (DQ) = Descalificată din competiție.

### Seria V
| Poz | Echipa                             | MJ | V  | E | Î  | GM | GP | G   | Pct | Promovare sau retrogradare          | Rezultat direct |
| --- | ---------------------------------- | -- | -- | - | -- | -- | -- | --- | --- | ----------------------------------- | --------------- |
| 1   | Luceafărul Oradea                  | 26 | 18 | 5 | 3  | 54 | 20 | +34 | 59  | Liga a II-a 2011-12                 |                 |
| 2   | ACS Recaș                          | 26 | 15 | 4 | 7  | 46 | 30 | +16 | 49  |                                     |                 |
| 3   | CFR Marmosim Simeria               | 26 | 12 | 9 | 5  | 50 | 22 | +28 | 45  | SIM 1–0 CAR CAR 0–0 SIM             |                 |
| 4   | Autocatania Caransebeș             | 26 | 13 | 6 | 7  | 35 | 22 | +13 | 45  | SIM 1–0 CAR CAR 0–0 SIM             |                 |
| 5   | Politehnica II Timișoara           | 26 | 12 | 5 | 9  | 42 | 36 | +6  | 41  | POL 1–1 HUN HUN 2–4 POL             |                 |
| 6   | FC Hunedoara                       | 26 | 12 | 5 | 9  | 39 | 28 | +11 | 41  | POL 1–1 HUN HUN 2–4 POL             |                 |
| 7   | Național Sebiș                     | 26 | 9  | 7 | 10 | 23 | 27 | −4  | 34  |                                     |                 |
| 8   | Școlar Reșița                      | 26 | 9  | 5 | 12 | 23 | 32 | −9  | 32  | UNI 0–0 SCO SCO 1–0 UNI             |                 |
| 9   | Unirea Sânnicolau Mare             | 26 | 9  | 5 | 12 | 28 | 35 | −7  | 32  | UNI 0–0 SCO SCO 1–0 UNI             |                 |
| 10  | Millenium Giarmata                 | 26 | 8  | 7 | 11 | 35 | 41 | −6  | 31  |                                     |                 |
| 11  | Gloria CTP Arad                    | 26 | 7  | 8 | 11 | 31 | 34 | −3  | 29  |                                     |                 |
| 12  | CF Bihorul Beiuș                   | 26 | 7  | 5 | 14 | 26 | 53 | −27 | 26  |                                     |                 |
| 13  | Nuova Mama Mia Becicherecu Mic (R) | 26 | 6  | 5 | 15 | 27 | 42 | −15 | 23  | Retrogradare în Liga a IV-a 2011-12 |                 |
| 14  | Termo Drobeta-Turnu Severin (R)    | 26 | 5  | 4 | 17 | 18 | 55 | −37 | 19  | Retrogradare în Liga a IV-a 2011-12 |                 |

Sursa: frf.ro ro
Reguli de clasare: 
1) puncte; 2) diferența de goluri; 3) goluri marcate.
POZ = Poziția în clasament; (C) = Campioană; (R) = Retrogradată; (P) = Promovată; (E) = Eliminată; (O) = Câștigătoare de play-off; (A) = Avansează în runda următoare. 
Aplicabil doar când sezonul nu este terminat: 
(Q) = Calificare în faza competiției indicată; (TQ) = Calificare în competiție, dar încă nu în faza indicată; (RQ) = Calificată în competiția de retrogradare indicată; (DQ) = Descalificată din competiție.

### Seria VI
| Poz | Echipa                             | MJ | V  | E  | Î  | GM | GP | G   | Pct | Promovare sau retrogradare          | Rezultat direct |
| --- | ---------------------------------- | -- | -- | -- | -- | -- | -- | --- | --- | ----------------------------------- | --------------- |
| 1   | FCMU Baia Mare                     | 28 | 19 | 4  | 5  | 51 | 21 | +30 | 61  | Liga a II-a 2011-12                 |                 |
| 2   | Seso Câmpia Turzii                 | 28 | 16 | 9  | 3  | 44 | 15 | +29 | 57  |                                     |                 |
| 3   | FC Cisnădie                        | 28 | 14 | 6  | 8  | 37 | 25 | +12 | 48  |                                     |                 |
| 4   | CSM Brașov                         | 28 | 12 | 10 | 6  | 33 | 28 | +5  | 46  |                                     |                 |
| 5   | FC Zalău                           | 28 | 12 | 7  | 9  | 43 | 37 | +6  | 43  |                                     |                 |
| 6   | Unirea Tărlungeni                  | 28 | 12 | 5  | 11 | 31 | 28 | +3  | 41  |                                     |                 |
| 7   | ASA Unirea Ungheni                 | 28 | 11 | 7  | 10 | 37 | 38 | −1  | 40  |                                     |                 |
| 8   | CS Sănătatea Servicii Publice Cluj | 28 | 10 | 7  | 11 | 25 | 40 | −15 | 37  |                                     |                 |
| 9   | Avântul Reghin                     | 28 | 8  | 10 | 10 | 24 | 26 | −2  | 34  | REG 1–0 FLO FLO 3–2 REG             |                 |
| 10  | Unirea Florești                    | 28 | 9  | 7  | 12 | 32 | 36 | −4  | 34  | REG 1–0 FLO FLO 3–2 REG             |                 |
| 11  | Gloria II Bistrița                 | 28 | 9  | 5  | 14 | 42 | 48 | −6  | 32  |                                     |                 |
| 12  | Unirea Dej                         | 28 | 8  | 7  | 13 | 36 | 39 | −3  | 31  |                                     |                 |
| 13  | Gaz Metan II Mediaș                | 28 | 8  | 6  | 14 | 25 | 30 | −5  | 30  |                                     |                 |
| 14  | CS Zlatna (R)                      | 28 | 7  | 6  | 15 | 37 | 58 | −21 | 27  | Retrogradare în Liga a IV-a 2011-12 |                 |
| 15  | AFC Odorheiu Secuiesc (R)          | 28 | 4  | 6  | 18 | 20 | 48 | −28 | 18  | Retrogradare în Liga a IV-a 2011-12 |                 |

Sursa: frf.ro ro
Reguli de clasare: 
1) puncte; 2) diferența de goluri; 3) goluri marcate.
POZ = Poziția în clasament; (C) = Campioană; (R) = Retrogradată; (P) = Promovată; (E) = Eliminată; (O) = Câștigătoare de play-off; (A) = Avansează în runda următoare. 
Aplicabil doar când sezonul nu este terminat: 
(Q) = Calificare în faza competiției indicată; (TQ) = Calificare în competiție, dar încă nu în faza indicată; (RQ) = Calificată în competiția de retrogradare indicată; (DQ) = Descalificată din competiție.